# Liste der Monuments historiques in Weitbruch
Die Liste der Monuments historiques in Weitbruch führt die Monuments historiques in der französischen Gemeinde Weitbruch auf.

## Liste der Bauwerke
| Bezeichnung | Beschreibung                         | Standort                  | Kennzeichnung | Schutzstatus | Datum | Bild           |
| ----------- | ------------------------------------ | ------------------------- | ------------- | ------------ | ----- | -------------- |
| Meilenstein | gallorömisch, modern bezeichnet 1931 | nördlich des Ortes (Lage) | PA00085221    | Inscrit      | 1934  | weitere Bilder |